# Contes dels boscos de Viena

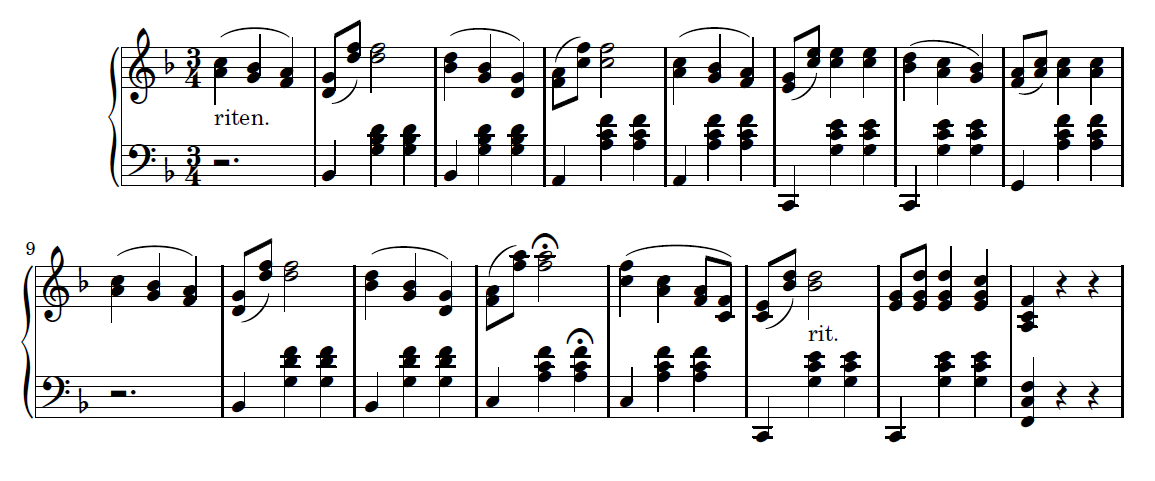
El solo de la cítara dins del vals

Contes dels boscos de Viena (nom original: G'schichten aus dem Wienerwald, nom actual: Geschichten aus dem Wienerwald) és un vals de Johann Strauss II compost el 1868.

## Història
És un dels sis valsos vienesos de Johann Strauss fill que inclouen una part per a cítara. L'estrena de la obra va significar una fita en el desenvolupament del vals des del seus orígens vilatans fins al centre de la moda vienesa, en gran part gràcies al talent de la família Strauss. No obstant, el títol rememora la música popular dels habitants dels boscos de Viena.

## Característiques
La introducció, una de les més llargues escrites per Strauss, (119 compassos) comença en Do major i canvia després a Fa major, guanyant progressivament volum i animació. La segona part, més reflexiva, està en Sol major, amb un solo de violí que incorpora material que és utilitzat després en les següents seccions del vals. Una breu cadència de la flauta invoca el cant dels ocells, per a continuar cap al solo de cítara, que presenta dues parts; un ritme lent de ländler i un final vivace.